# Jean-Bernard de Lippe
Jean-Bernard, Comte de Lippe (1613-1652) est comte de Lippe-Detmold de 1650 jusqu'à sa mort.
Il est le second fils du comte Simon VII de Lippe et son épouse, Anne-Catherine de Nassau-Wiesbaden-Idstein (1590-1622). Après la mort de son neveu Simon Philippe de Lippe en 1650, il hérite de Lippe-Detmold.
Il est mort sans enfants en 1652. Son jeune frère Herman Adolphe de Lippe lui succède pour le comté de Lippe-Detmold.